# 王敬武
王敬武（?—889年10月28日），晚唐军阀，882年-889年任平卢节度使。

## 背景、夺取平卢
王敬武生年不详，是平卢军部青州人，在节度使安師儒帐下为偏校。中和元年（881年）或二年（882年），弘霸郎起事青州、棣州，安师儒命王敬武镇压。王敬武回到青州后为行营将，二年九月，驱逐安师儒，自立为權知留後。十月，王敬武被任为留后。他不想向唐僖宗效忠，转而投靠数月前攻占长安迫使僖宗逃往成都、自称大齐皇帝的黄巢。王敬武军威方振，朝廷屡次下诏征他勤王，他都不应。负责对黄巢作战的宰相兼充天下行营都统王铎希望王敬武反正，派谏议大夫都统判官張濬前去说服，并授王敬武为留后。王敬武最初拒见張濬，但最终还是见了。張濬斥责王敬武不识君臣礼数，王敬武愕然谢罪。张濬宣诏，军士默然，张濬又将将佐们召集到球场以谕之，使王敬武所部士兵的立场转向效忠唐朝。王敬武被军心所影响，接受了朝廷的任命，派牙将曹存实、军候朱瑄等助王铎作战。后来召还曹存实，曹存实行经天平军军部郓州，占据之。王铎随后承制授王敬武节度使。唐军收复长安后，王敬武被授予同中書門下平章事的宰相荣衔和检校太尉荣衔。王敬武等藩镇自擅兵赋，不修职贡，赏罚由己出，更仗着有驱逐黄巢之功，朝廷不能制，只能姑息。
光启二年（886年），汴州节度使朱全忠派大将朱珍去淄州募兵，朱珍、李唐宾在乾封败淄州军于白草口，大校葛从周俘获其骁将巩约。王敬武以青州军步骑二万列三寨于金岭驿，又被汴軍连破，军队被歼，将领杨昭范等五人及军器戎马都被朱珍所获。朱珍、监军刘捍、霍存又攻博昌，俘获其精兵三万、马千匹及相当数量的铠甲。
後來，朝廷又封王敬武为检校司空。

## 去世和身后
龙纪元年（889年），王敬武去世，平盧五郡軍人公推其15岁的儿子王师范權知留後。部将棣州刺史張蟾拒绝承认王师范为继任者，朝廷也想派太子少师、东都留守、检校侍中崔安潛继任平卢节度观察等使。但大顺元年（890年）王师范击败了張蟾及其盟友都指挥使盧弘，崔安潛逃回长安，使王师范仍然控制了平卢。